# Владимир Кузмин
Владимир Кузмин (на руски: Влади́мир Кузьми́н) е руски рок музикант и певец. Най-известен като фронтмен на група Динамик през 80-те години на XX в. Негови известни хитове са „Когда меня ты позовешь...“, „Душа“, „Сибирские морозы“ и др.

## Биография
Роден е през 1955 г. в Москва, но израства в Мурманска област, където баща му служи като военен. Увлича се по музиката още като ученик, като от малък свири на цигулка и електрическа китара. Първата си група Владимир сформира в шести клас. Формацията основно изпълнява кавъри на Бийтълс и Ролинг Стоунс на различни вечеринки.
Кузмин завършва джазовото училище по китарно изкуство, а между 1978 и 1983 г. учи в Днепропетровското музикално училище „Глинка“ в клас флейта. Макар че започва да усвоява инструмента от нулата, Владимир скоро става един от най-добрите в курса и завършва с отличие.
През 1977 г. Кузмин става част от естрадната група Надежда. Художественият ръководител Михаил Плоткин дава шанс на Владимир да се изяви като композитор и скоро голяма част от репертоара на Надежда са песни, композирани от Кузмин. В групата китаристът се засича с Николай Носков, който е част от Надежда около половин година.
През 1978 г. свири във вокално-инструменталния ансамбъл Самоцвети. Скоро с другия китарист на Самоцвети Александр Барикин сформират своя група – Карнавал, свиреща в стил ню уейв. През 1981 г. музикантите записват първия си албум, озаглавен „Супермен“. Звукозаписната компания Мелодия издава три песни на групата на малка плоча. След турне в Украйна през 1982 г. всички музиканти, с изключение на Барикин, формират група Динамик, в която Кузмин за първи път е соло вокал.
Новата формация започва като ню уейв група, но скоро сменят насоката си, повлияни от стилове като джаз, блус и реге. На фона на преобладаващата социална тематика в руския рок от 80-те години, Динамик представят предимно лирически композиции. През 1983 г. групата е избрана за най-добър състав на годината. Групата сама издава два албума – „Динамик I“ и „Динамик II“.
През 1983 г. съставът преминава в ансамбъла „Веселые ребята“, а Кузмин запазва името „Динамик“, под което свири акомпаниращата му група. Певецът започва самостоятелна кариера, като до 1992 г. издава албумите си под името „Владимир Кузмин и група Динамик“. През 1985 г. издава албума „Музыка телеграфных проводов“, който обаче бива забранен в СССР.
В периода 1986 – 1987 г. пише песни за Алла Пугачова. Особено полуярно става дуетното им изпълнение на песента „Две звезды“. Кузмин участва в турнетата на Пугачова в Европа, включително и на фестивала в град Сан Ремо. Двамата изпълнители планират съвместен албум, но той не се раализира, след като Кузмин решава, че деградира като музикант и напуска групата на Пугачова „Рецитал“.
През 1987 г. фирмата Мелодия издава албума на Кузмин „Моя любовь“. С новия състав на Динамик Кузмин записва албума „Слёзы в огне“, който се превръща във визитна картичка на изпълнителя.
През 1991 г. емигрира в САЩ, където записва два албума на английски език. По време на американския си престой написва около 400 песни в различни жанрове. След разпада на СССР и спада на интереса към съветските музиканти на запад се завръща в Русия.
През 1996 г. получава наградата „Златен грамофон“ за песента „Семь морей“ от едноименния албум. Високо оценени са и песните „Пороги“ („Златен грамотон“ 2000), „Я не забуду тебя“ („Песен на годината“ 1999) и „Сказка в моей жизни“ („Златен грамофон“ 2003).
През 2012 г. издава четворния албум „End or fin“, съдържащ частите „Епилог“, „Организъм“, „Интерферон“ и „Ангели – мечти“. През 2017 г. излиза последният албум на Кузмин „Рокер 3“.

## Дискография

### С Карнавал
- 1981 – Супермен
- 1981 – Карнавал (малка плоча)
- 1982 – Карусель

### С Динамик
- 1982 – Динамик I
- 1982 – Динамик II
- 1983 – Возьми с собой
- 1984 – Чудо-сновидения
- 1985 – Музыка телеграфных проводов

### Соло
- 1985 – Голос
- 1985 – Моя любовь
- 1986 – Пока не пришёл понедельник
- 1987 – Ромео и Джульетта
- 1988 – Смотри на меня сегодня
- 1989 – Слёзы в огне
- 1991 – Dirty Sounds
- 1992 – Crazy About Rock’n’Roll
- 1992 – Моя подруга Удача (My Girlfriend Luck)
- 1995 – Небесное притяжение
- 1996 – Семь морей
- 1997 – Две звезды
- 1997 – Грешный ангел
- 1999 – Наши лучшие дни
- 2000 – Сети
- 2001 – Рокер
- 2002 – Рокер-2
- 2003 – О чём-то лучшем
- 2006 – Святой ручей
- 2007 – Тайна
- 2012 – End or Fin (Диск 1 Эпилог)
- 2013 – End or Fin (Диск 2 Организм)
- 2013 – End or Fin (Диск 3 Интерферон)
- 2014 – End or Fin (Диск 4 Ангелы-мечты)
- 2017 – Рокер-3 / Закрытие сезона

## Награди
- Песен на годината – 1986 (за „Две звезди“, дует с Алла Пугачова), 1988 (за „Капитан“), 1999 (за „Я не забуду тебя“), 2004 (за "730 дней в году), 2005 (за „Огонек“), 2006 (за „Ты для меня все“)
- Златен грамофон – 1996 (за „Семь морей“), 2000 (за „Пороги“), 2003 (за „Сказка в моей жизни“)